# Domäne I

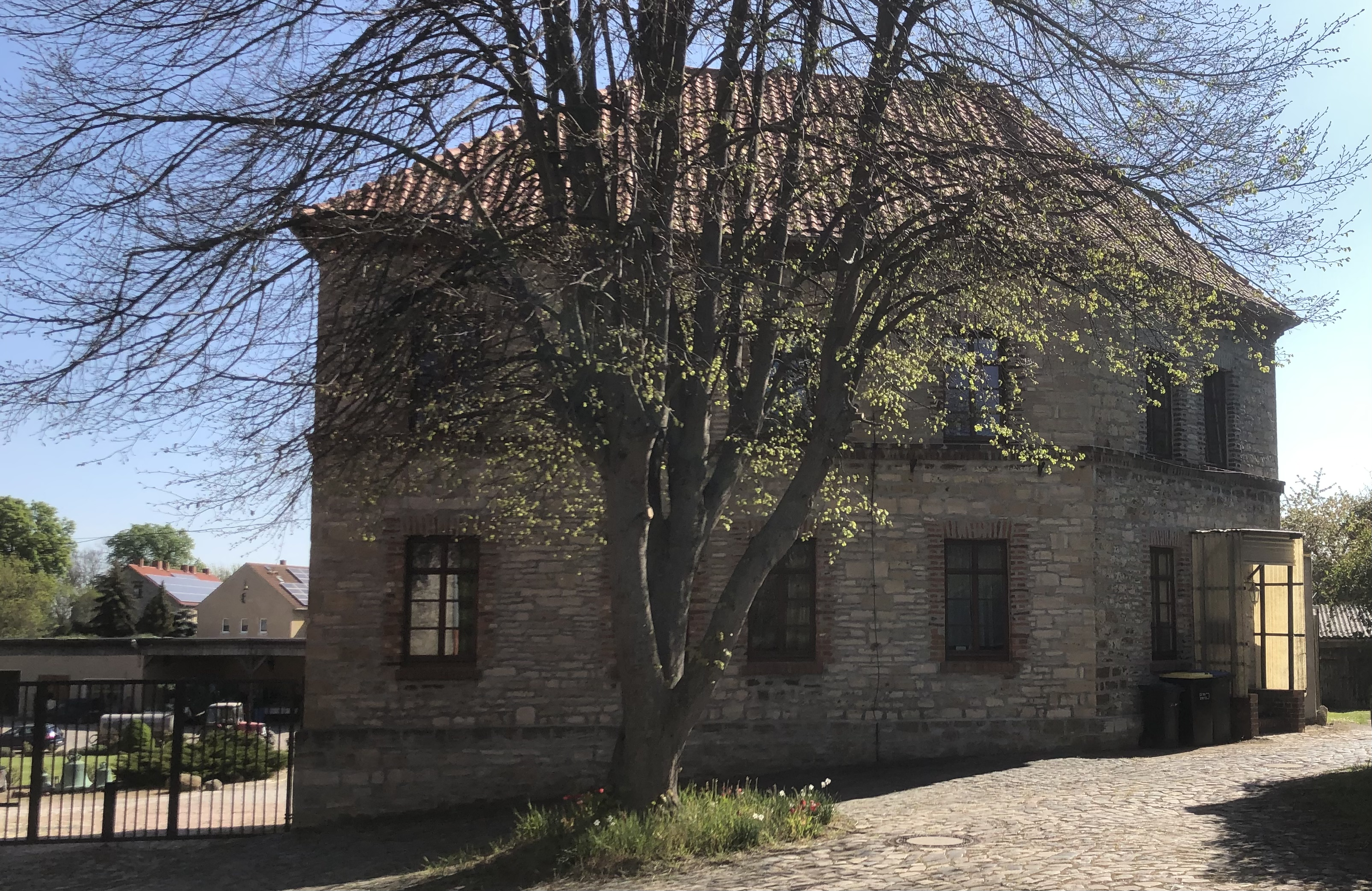
Gebäude südlich des westlichen Eingangs zur Domäne

Die Domäne I, auch Obere Domäne ist eine denkmalgeschützte Domäne in Cochstedt in Sachsen-Anhalt.

## Lage
Die Hofanlage befindet sich im östlichen Teil des Ortszentrum des zur Stadt Hecklingen gehörenden Ortsteils Cochstedt, am östlichen Ende der Straße Am Rathaus.

## Architektur und Geschichte
Vermutlich geht der Gutshof auf einen schon im Jahr 1368 erwähnten Adelshof zurück. Die heute erhaltenen baulichen Anlagen gehen im Bereich der Scheunen in Teilen bis auf das 16. Jahrhundert zurück. Auf der Nordseite des Hofs befindet sich ein in der Zeit um das Jahr 1700 entstandenes barockes Herrenhaus. Der zweigeschossige schlicht aber elegante ausgeführte Bau ist elfachsig und von einem großen Krüppelwalmdach bedeckt. Eine zweigeschossige Scheune weist die Datierungen 1579 und 1712 auf.
1730 wurde das Gut in eine preußische Staatsdomäne umgewandelt. Ein auf dem Gelände befindlicher dreigeschossiger Speicher entstand im Jahr 1835. Er verfügt über Schleppluken und einen eingeschossigen Anbau. Darüber hinaus ist aus dem 18./19. Jahrhundert ein dreigeschossiges, mit einem gestuften Ziergiebel versehenes Verwalterhaus und Teile der aus Bruchsteinen errichteten ursprünglichen Umfassungsmauer erhalten.
Im örtlichen Denkmalverzeichnis ist die Domäne unter der Erfassungsnummer 094 80104 als Baudenkmal eingetragen.